# Paseky
Paseky är en ort i Tjeckien.   Den ligger i regionen Södra Böhmen, i den centrala delen av landet, 90 km söder om huvudstaden Prag. Paseky ligger 464 meter över havet och antalet invånare är 141.
Terrängen runt Paseky är platt åt sydost, men åt nordväst är den kuperad. Runt Paseky är det ganska glesbefolkat, med 30 invånare per kvadratkilometer. Närmaste större samhälle är Písek, 10,0 km nordväst om Paseky. I omgivningarna runt Paseky växer i huvudsak blandskog.